# Geraniumblauwtje
Het geraniumblauwtje (Cacyreus marshalli) is een dagvlinder uit de familie Lycaenidae (kleine pages, vuurvlinders en blauwtjes). De imago heeft een spanwijdte van 14 tot 27 millimeter. De vrouwtjes zijn groter dan de mannetjes.
De vlinder komt oorspronkelijk voor in Zuid-Afrika, en heeft zich sinds 1990 gevestigd op de Balearen, vermoedelijk meegekomen met plantmateriaal. De vlinder heeft zich vandaaruit gevestigd in Zuid-Europa. Meer naar het noorden komt de vlinder voor als dwaalgast.

## Voorkomen in Nederland en België
Het geraniumblauwtje is in België al in 1991 gezien in Brussel. De eerste waarneming in Nederland dateert uit 1999 in Waterlandkerkje. De waarnemingen in Nederland en België zijn allemaal gedaan in juli, augustus en september. De vlinder kan in de winters van Nederland en België niet overleven.

## Rups
De waardplanten van het geraniumblauwtje komen uit het geslacht Pelargonium.
- Video